# أوليردولا
بلدية أوليردولا (بالكاتالانية: Olèrdola) هي إحدى بلديات مقاطعة برشلونة، والتي تقع في منطقة كاتالونيا، شرق إسبانيا.
يبلغ عدد سكانها 3.280 نسمة وفقاً لإحصائية سنة (2007).